# Segunda epístola de Clemente
La Segunda epístola de Clemente, también conocida como Secunda clementis o II Clemente, es una obra de la literatura homilética cristiana del siglo II, encuadrada actualmente entre los escritos de los Padres Apostólicos. En contra de lo que enuncia, su autor no es Clemente de Roma.
En lo que se refiere a su datación y autoría, se acepta que fue escrita en el siglo II pero, más allá de eso, no se sabe nada a ciencia cierta. 
Se trata de una obra cuyo título se mantiene por el peso de la tradición, a pesar de ser notablemente equívoco. Mal puede ser, en consecuencia, su segunda epístola. Pero, además, no se trata ni siquiera de una epístola, sino de una homilía que se supone leída por un presbítero ante su comunidad. Estaríamos en presencia de un escrito que la tradición atribuyó equivocadamente al tercer sucesor de San Pedro.

## Homilética cristiana

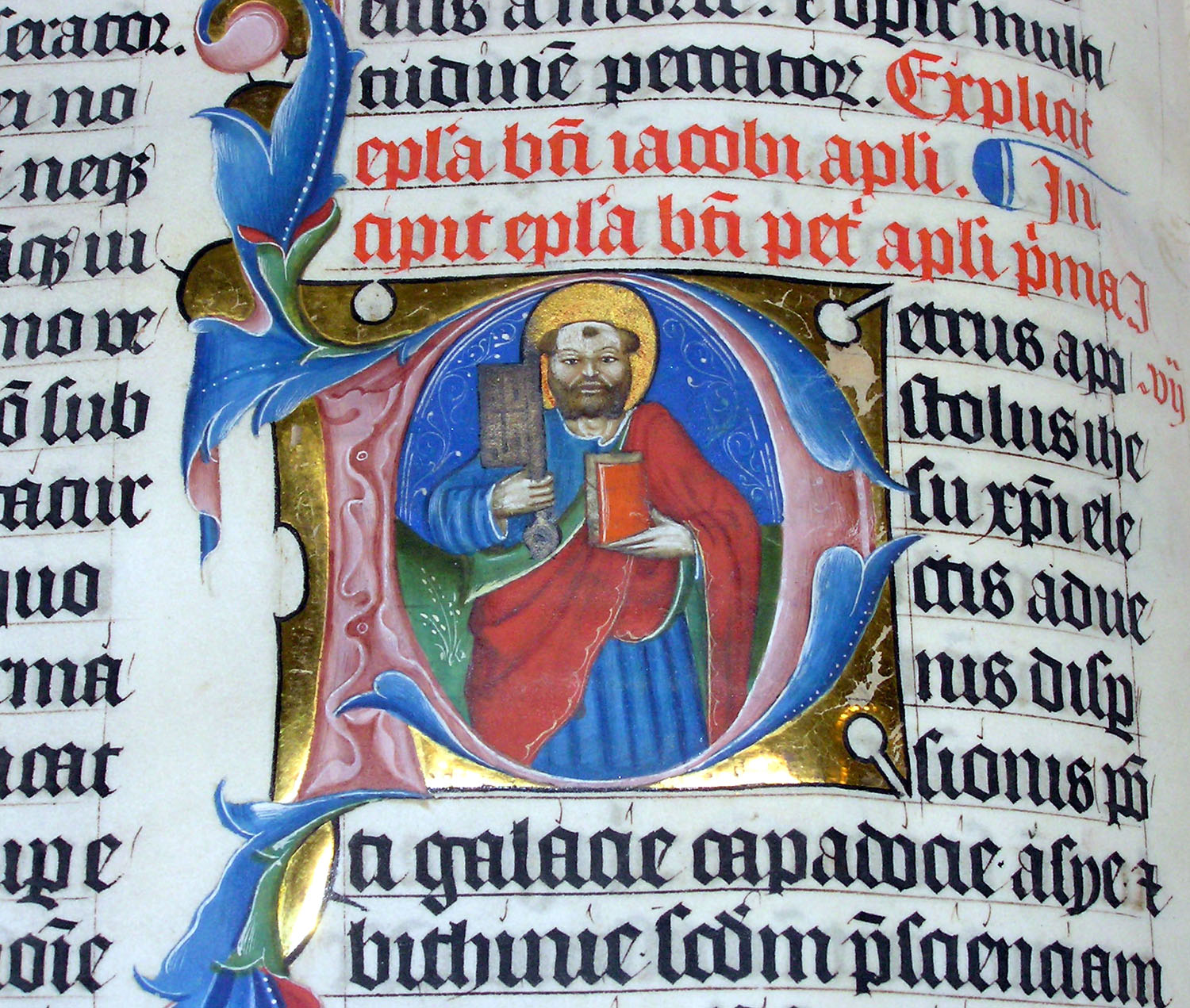
Biblia iluminada con una miniatura del apóstol Pedro.

La segunda epístola de Clemente es una obra de la literatura homilética cristiana. La homilética es la disciplina retórica y religiosa que trata del arte y la ciencia de la predicación. Es, casi por definición, la parte más antigua de la teología cristiana ya que queda inaugurada con la encomienda bíblica de predicar a las naciones.

Id y predicad el evangelio a todas las criaturas. (Mc 16:15)

Buena parte de la literatura cristiana es de manera natural homilética. La predicación oral fue la vía primera de expansión del cristianismo, no solo por su universalidad, sino también porque la nueva religión se ejercía principalmente en comunidad, a través de reuniones eucarísticas donde cabía leer y comentar lo leído.
Casi todos los Padres de la Iglesia compusieron homilías notables, que constituyen un valioso recaudo de ejemplos de los que se nutre la homilética.
En la actualidad se distinguen varias clases de sermones: textuales, temáticos, expositivos, etc. La homilía atribuida a Clemente de Roma es un sermón de tipo social y doctrinal por tratar temas que afectan a la comunidad que lo recibió y exponer lo que, a juicio del orador u homileta, sería la correcta doctrina.

## La homilía

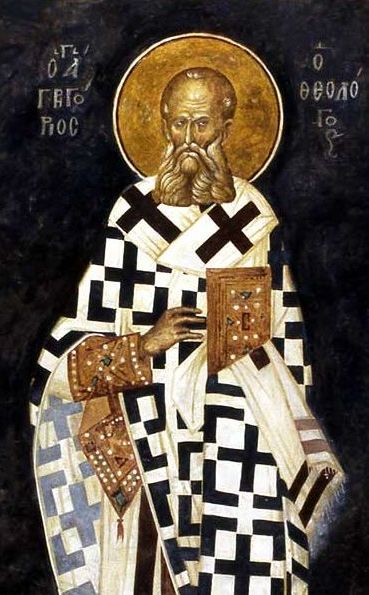
Gregorio de Nacianzo, uno de los grandes oradores del cristianismo.

Una homilía es, en lo esencial, una forma de discurso donde el orador se dirige a una comunidad religiosa. Si se atiende a su composición, se trata una obra literaria pero, en tanto que se supone leída en público, se trata asimismo de un suceso histórico.
Los elementos esenciales de una homilía son el orador, la comunidad y la temática. De ellos depende en buena medida su interés y relevancia. Algunas homilías como, por ejemplo, los discursos teológicos de Gregorio de Nacianzo, han pasado a la historia como elevadísimos testigos de la literatura cristiana. Cosa natural por ser obra de quien son, por haber sido pronunciados ante la comunidad católica de Constantinopla durante la crisis arriana y por suponer una de las defensas más incisivas de las tesis trinitarias.
La homilía anónima conocida como II Clemente recibía su contexto y relevancia principalmente a través de su atribución. Al negarse la misma y no aportar la crítica ningún otro elemento definitorio, la homilía llega a nosotros desde el siglo II como mudo testigo de una comunidad y un orador anónimos, inmersos en una problemática con varias vertientes.
Lo que nadie le discute en ningún caso es el mérito nada desdeñable de ser la homilía cristiana más antigua que se conserva.

## Autor, datación e influencia

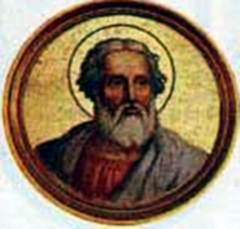
El papa Sotero, otro de los posibles autores de la homilía.

Todos los intentos de identificar al autor o a la comunidad de la homilía han chocado contra la falta de datos. Las distintas teorías están ahí, esperando algún hallazgo que las discrimine. Se desestima la autoría de Clemente de Roma por mera comparación de estilo con su primera epístola, la cual sí se le reconoce. A partir de ahí, hay atribuciones generalistas y otras basadas en elementos internos de la propia homilía. 
Se sabe, cómo no, por Eusebio que el papa Sotero escribió una carta a la iglesia de Corinto. Dicha carta se ha perdido, así que la tradición lega un autor sin carta y una carta sin autor. Intentar casarlos es inevitable. Esta atribución, plausible en muchos puntos, no resuelve sin embargo la dificultad obvia de que la secunda clementis no es una carta, sino una homilía. Bien es cierto también que el género epistolar y el homilético son muy próximos en esos siglos pero más aún lo es que Dionisio de Corinto afirma que recibió una carta.
La correspondencia promovida por Clemente o Sotero con destino a la iglesia de Corinto es interpretada por quien le interesa como signo de una temprana primacía espiritual de Roma. Dicha ascendencia sostiene otra interpretación que afirma que la homilía fue compuesta y leída en el ámbito de la comunidad romana y sólo después fue remitida a Corinto como parte del intercambio habitual de correspondencia entre estas dos iglesias. Cierta cercanía literaria al Pastor de Hermas y el escaso valor especulativo de la homilía apoyan esta posibilidad.
Históricamente, la secunda clementis nunca despertó demasiadas adhesiones y por tanto nunca tuvo demasiada influencia. Ya en el siglo IV, Eusebio de Cesarea expresaba sus reticencias:

Se dice que existe una segunda carta, que no debe ser muy conocida pues no sabemos que los antiguos hayan hecho uso de ella. (HE III 38,4)

Jerónimo (siglo V) añadía:

Nos ha llegado también una segunda carta atribuida a su nombre que los antiguos rechazan (De vir. inl. XV).

Focio (siglo IX) opinaba siglos después que tiene dichos extraños e interpretaciones raras, como poniendo en duda su ortodoxia.
La existencia de argumentos sólidos para situar la homilía tanto al norte como al sur del mediterráneo ha servido de pretexto para desarrollar la tesis de varios autores. Contra ella chocan sin embargo la brevedad del texto, que no da para que escriba mucha gente, y su unidad de estilo, bastante clara.
Por lo demás, la antigüedad de la homilía y su atribución clementina hicieron que pasase en los tiempos modernos a engrosar el heterogéneo grupo de los Padres Apostólicos. En cuanto a la fecha de su composición, se desplaza a lo largo del siglo II, dependiendo de la necesidad de la teoría al uso.

## Contexto histórico de la obra
Cada siglo de la teología cristiana tiene su personalidad. El siglo II, del cual data la homilía, fue un siglo donde el cristianismo estaba por hacer y decidir en muchos aspectos. De cara al exterior, fue un siglo de persecuciones religiosas que motivaron el nacimiento de una literatura apologética y una tradición martirológica que copó la vida cristiana hasta entrado el siglo IV.
También fue un siglo de tensiones entre una doctrina cristiana en formación y diversas variantes teológicas, muchas de ellas gnósticas. Al lado de las comunidades cristianas, se formaron grupos independientes que profesaban un cristianismo heterodoxo. Destacan los grupos inspirados en las doctrinas de Marción de Sínope y Valentín el gnóstico. Algunos pasajes de la II Clemente hacen suponer que la comunidad destinataria de la homilía conocía en alguna medida la doctrina de este último.
En lo que atañe a los documentos, en el siglo II los cánones como el del fragmento Muratoriano están aún en proceso de formación.

## La tradición manuscrita
Los escritos de la antigüedad se conocen principalmente a través de las copias conservadas en volúmenes únicos llamados códices. Normalmente, los códices se mentan con el nombre del lugar donde han sido descubiertos.
La Secunda Clementis ha llegado a nosotros a través de dos códices griegos y uno siríaco.
El Codex Alexandrinus es un códice griego descubierto en Alejandría y trasladado a Inglaterra durante los expolios coloniales. Se trata de uno de los códices cristianos más antiguos, junto con el Codex Vaticanus y el Codex Sinaiticus. Se estima que son anteriores al siglo V. La versión de la homilía está incompleta pues faltan las últimas hojas.
Para tener una versión completa del texto hay que acudir al Codex Hierosolymitanus o Códice de Jerusalén, descubierto en 1875 en el Monasterio del Santo Sepulcro de Constantinopla. Este códice contiene también la Didaché y la Epístola de Bernabé, dos documentos muy tempranos de la literatura cristiana.

## Contenido de la obra

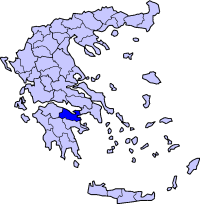
Corinto en Grecia, una de las posibles ubicaciones de la comunidad de la homilía.

La homilía es severa, para nada amorosa, y da idea de una comunidad inmersa en un delicado momento. El compromiso cristiano parece amenazado por malas costumbres y falsos maestros. Debe tratarse de una seria amenaza, a juzgar por la radicalidad del discurso, a ratos apocalíptico:

Sabed que ya viene el día del juicio como un horno encendido, algunos cielos se derretirán y toda la tierra será plomo fundido.  (II Clem XVI:3)

Cabe preguntarse si estamos ante una comunidad de difícil gobierno o ante un presbítero demasiado estricto. Al no disponer de datos históricos objetivos es imposible saberlo de modo que las distintas teorías parten del texto para intentar establecer algo concluyente.
Lo único seguro es que, para aquel presbítero, lo que hacía o vivía su comunidad entrañaba un grave peligro y, por ello, aplicó todo su ingenio a conjurarlo. El hilo argumental que siguió fue recordar a la comunidad que tenía una deuda esencial con Jesucristo y que, en consecuencia, debía saldarla.
La homilía se divide tradicionalmente en veinte capítulos con sus frases.

### Capítulo I
Empieza la homilía con una severa amonestación:

Hermanos... es necesario que tengamos en más estima lo referente a nuestra salvación. (II Clem I:1)

Este comentario de carácter soteriológico es más valioso por lo que calla que por lo que dice. Al tiempo que establece el eje principal del discurso (la salvación de la comunidad), retrata su principal defecto y problema. Dicho problema será expuesto a lo largo de la homilía. Por el momento, el autor se limita a recordar la merced recibida con la conversión bautismal.

...adorábamos piedras, leños...nuestra vida no era más que muerte... volvimos a ver gracias a él. (II Clem I:3)

La idolatría de la comunidad, retratada al mencionar la adoración de objetos, sirve como indicio para afirmar que se trata de una comunidad de origen pagano.

### Capítulo II

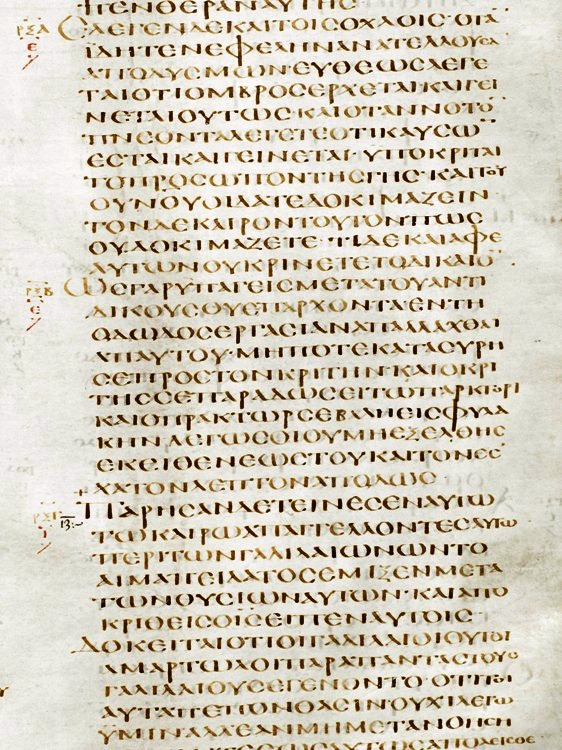
Página del Codex Alexandrinus, uno de los códices que contienen la homilía.

Se abre con una cita bíblica, tomada del profeta Isaías o de la epístola a los Gálatas

Alégrate, estéril, la que no das a luz
prorrumpe en gritos tú, que desconoces los dolores del parto.
porque más son los hijos de la solitaria
que los de la que tiene marido (Is 54:1)

En la homilía no se indica la procedencia de la cita por lo que debía ser bien conocida. Es posible que el pasaje hubiese sido leído durante la celebración previa del rito. Esta cita es un clásico cuando se quiere contraponer el destino del judaísmo y el del cristianismo. El cristianismo es la mujer solitaria quién, a pesar de estar desamparada, tiene muchos hijos, y el judaísmo es la que tiene marido pero no pare, indicándose con ello su decadencia.
A continuación, se introduce otra cita bíblica diciendo:

Otra escritura dice: No he venido a llamar a justos, sino a pecadores. (II Clem II:4)

Se trata de una breve frase atribuida a Jesús en los sinópticos. Asimismo, esta cita es uno de los primeros documentos cristianos donde el Nuevo Testamento es referido como la escritura.

### Capítulo III
Después de las dos citas bíblicas anteriores, aparece de improviso la expresión gnóstica Padre de la verdad. Dicha expresión no significaría nada si estuviera sola pero más adelante utilizará citas tomadas del Evangelio de los egipcios y otras cuyo origen se desconoce. La normalidad con que se citan sugiere que dichos textos formaban parte de la biblioteca de la comunidad. Hay que señalar que, pese al uso de recursos heterodoxos, no se sorprende tampoco ninguna desviación significativa en la doctrina del anónimo orador, salvo cierta urgencia apocalíptica común en los primeros siglos y de la que no fue ajeno, por ejemplo, Ireneo de Lyon.
A continuación aparece una cita tomada de Mateo y poco después otra de Isaías:

Dice efectivamente en Isaías: Este pueblo me honra con los labios, pero su corazón está muy lejos de mí. (Isaías 29:13)

Sería, por tanto, la segunda cita de Isaías que utiliza el autor, de lo cual podría suponerse que el autor conoce bien ese libro. Sin embargo tanto Isaías como Isaías aparecen también en el Nuevo Testamento, en Gálatas y Mateo y paralelos.

### Capítulo IV a VI
Aquí da comienzo la parte moral de la homilía. Primeramente se menciona el adulterio, la murmuración, la envidia y la avaricia como enemigos de la vida espiritual. Después se establece la comparación entre los bienes materiales y espirituales, unos efímeros y otros eternos. Insiste en que no se puede servir a dos amos. El mundo de Dios y el del dinero son incompatibles y se hace necesario elegir, renunciar a este.

Este mundo y el venidero son enemigos. (II Clem VI:3)

Se trata de una doctrina perfectamente ortodoxa si nos atenemos a los cánones milenaristas que auguraban una pronta parusía, o cumplimiento del fin de los tiempos. El homileta aboga repetidas veces por la renuncia material urgido por la angustia de ver que su comunidad frivoliza en tan severos momentos.
El capítulo IV (versículo 5) registra un dicho atribuido a Jesús que no se encuentra en los evangelios, lo que suele conocerse como agraphon (literalmente, "no escrito"):

Por esta causa, si hacéis estas cosas, el Señor dice: Aunque estéis unidos a mí en mi propio seno, si no hacéis mis mandamientos, yo os echaré y os diré: Apartaos de mí, no sé de dónde sois, obradores de iniquidad.

En el capítulo V se encuentra una versión alternativa, bastante más desarrollada, de una frase de Jesús que sí registran los evangelios sinópticos (Mt 10:16 y paralelos):

Porque el Señor ha dicho: Seréis como corderos en medio de lobos. Pero Pedro contestó, y le dijo: ¿Qué pasa, pues, si los lobos devoran a los corderos? Jesús contestó a Pedro: Los corderos no tienen por qué temer a los lobos después que han muerto; y vosotros también, no temáis a los que os matan y no pueden haceros nada más; sino temed a Aquel que después que habéis muerto tiene poder sobre vuestra alma y cuerpo para echarlos a la gehena de fuego.

### Capítulo VII

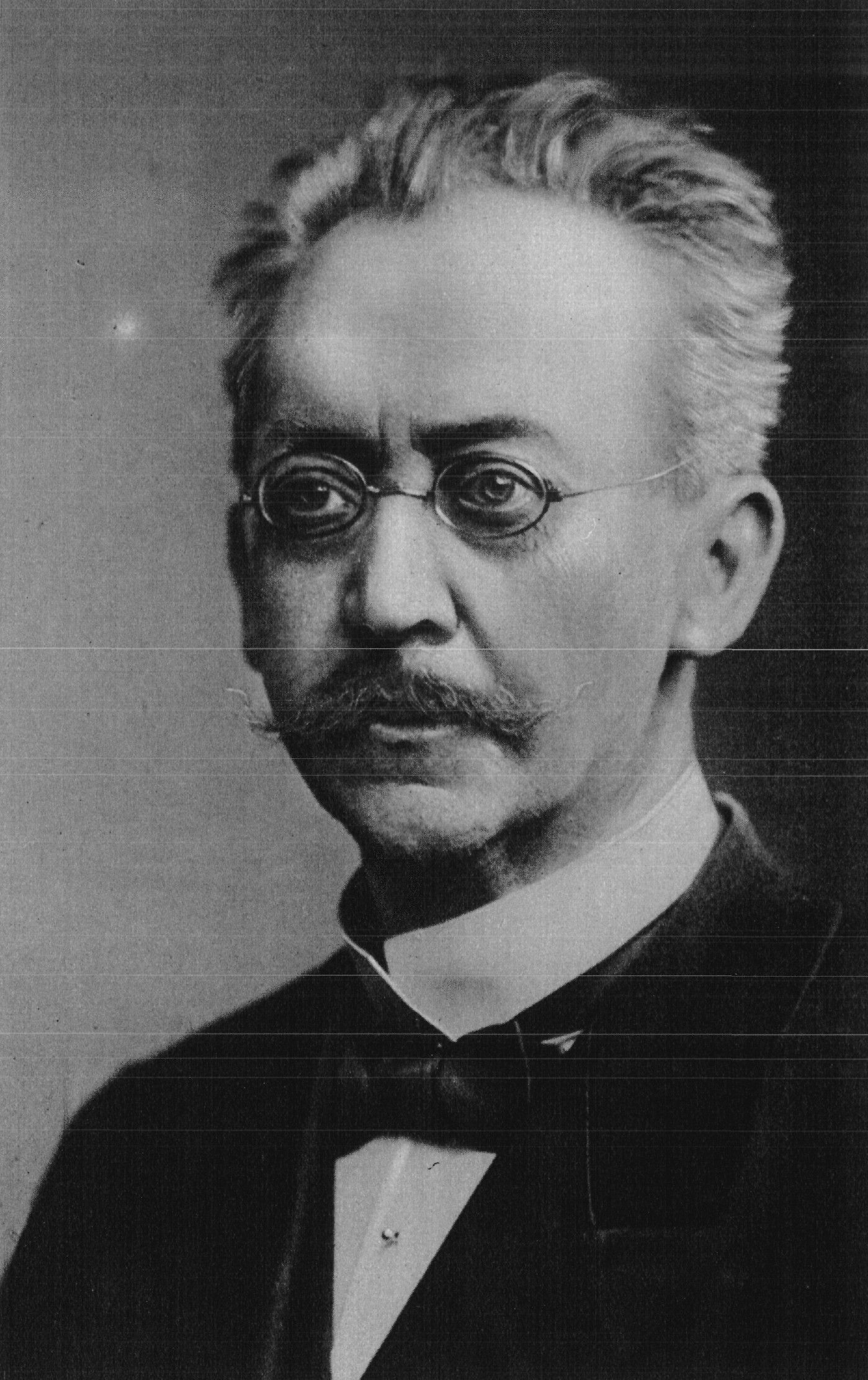
Adolf von Harnack, uno de los defensores de la atribución a Sotero y, por tanto, de la ubicación de la homilía en Corinto.

A continuación, el orador progresa en la exhortación diciendo: 

...muchos navegan en los combates corruptibles, pero no todos son coronados. (II Clem VII:1)

En esta forma de hablar, algunos autores advierten indicios de alguna celebración deportiva de tipo naval, como podrían ser los Juegos Ístmicos de Corinto. Detrás de este pensamiento hay un complejo contexto que involucra varios textos. La cita es similar a otra de la primera epístola a los corintios. También está la primera epístola de Clemente o I Clemente, la auténtica, que fue dirigida por la iglesia de Roma a la iglesia de Corinto.
Uno de los problemas a los que se enfrenta la crítica es explicar por qué las dos epístolas de Clemente aparecen juntas en los códices donde se conservan. Siendo de diferente autor, no tiene mucho sentido. La explicación más cabal que se maneja es que ambos documentos estuviesen en la misma biblioteca y acabasen reunidos en un solo volumen, que luego sería copiado íntegramente. En concreto, siendo la I Clemente una obra dirigida a la iglesia de Corinto, la II Clemente podría pertenecer a dicha comunidad, lo que encaja con la mención deportiva. Una mención que los corintios, por otra parte, entenderían.

### Capítulo VIII a X
Una vez repasado el ideal de vida cristiana, el orador entra a desarrollar un tema doctrinal sobre el que la comunidad padece cierta confusión. Detrás de esa confusión parecen estar unos falsos maestros que menciona el homileta.

...pervierten con malas doctrinas a las almas inocentes. (II Clem X:5)

La falsa doctrina consistiría en afirmar que la salvación del alma no guarda relación con su comportamiento en el mundo, bien porque nada de este mundo puede dar la salvación, bien porque estemos predestinados de antemano. Esta forma de pensar, que tiene cierto sabor gnóstico, conlleva un inmediato descuido y relajación moral contra los que advierte el orador. En un sitio aboga por la continencia, en otro relaciona el goce temporal con el tormento escatológico (llamas del infierno). Hay cierto trasfondo purgativo en la intención del orador, cuyas amonestaciones se encuentran dispersas a lo largo de todo el discurso. Se destaca la importancia de la confesión de los pecados y la penitencia:

Mientras estamos sobre la tierra, arrepintámonos ... Porque una vez que hubiéremos salido de este mundo, ya no podremos en el otro confesarnos ni hacer penitencia. (II Clem VIII:1-3)

Para el autor, la salvación depende la vida en este mundo De ahí que exhorte a permanecer alerta.

### Capítulo XI a XIII

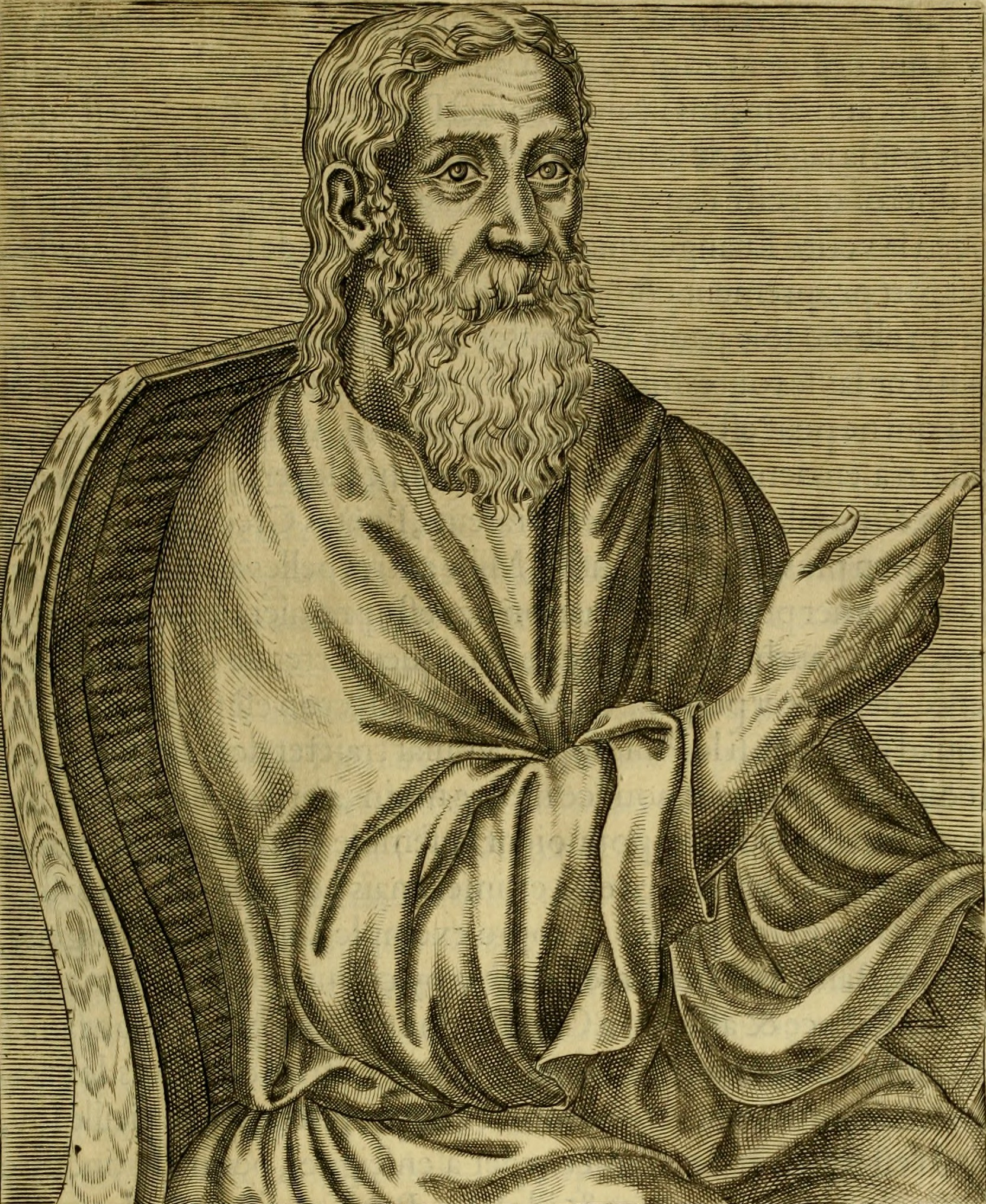
Clemente de Alejandría, por cuyo comentario se conoce el Evangelio de los egipcios.

Las dos epístolas de Clemente comparten una cita cuyo origen no se ha podido esclarecer y que le sirve orador para decir que no se dude.

Desgraciados los indecisos de corazón que dicen: Estas cosas las oímos en los días de nuestros padres pero aún no hemos visto ninguna... Insensatos... Mi pueblo sufrió primero y luego recibirá los bienes. (II Clem XI:2)

Esta cita común sugiere que existe algún tipo de dependencia entre las dos epístolas. Puede ser que una de las epístolas copie a la otra o que ambos documentos dependan de una tercera fuente. Esta cita compartida podría haber influido a la hora de valorar la autoría de la secunda clementis.
Hay otra cita que reproduce un fragmento del Evangelio de los egipcios o del Evangelio de Tomás, apócrifos ambos con un fuerte trasfondo gnóstico. Que en el siglo II, una comunidad cristiana tuviera documentos heterodoxos en su biblioteca no debía ser del todo inusual, dado que los primeros cánones se establecieron más tarde. Por otra parte, la cita de estos evangelios sustenta la teoría de que la secunda clementis fue compuesta en la zona de influencia de los mismos, la ciudad de Alejandría. Podría ocurrir también que todos dependan de una tercera fuente anterior no identificada.

### Capítulo XIV
En este párrafo, el orador expone la doctrina de la iglesia preexistente, que menciona Pablo en su epístola a los Efesios. Consiste esta doctrina en la distinción entre una iglesia terrenal y visible y otra iglesia espiritual, concebida y entregada antes de todos los tiempos que formaría con Cristo una unidad o matrimonio del cual Cristo sería el varón y la iglesia la mujer (II Clem XIV:2). De otra forma se alude a ello cuando se dice que Cristo es cabeza de la Iglesia.
En el sistema de Valentín, el matrimonio Cristo-Iglesia se transforma en una de las parejas de eones que quedan hipostasiadas en el proceso de la creación. Las dos concepciones son contrapuestas pero se solapan en los términos que utilizan.

### Capítulo XV a XX
La parte final de la homilía deja un comentario de naturaleza moral.

Mejor la limosna que el ayuno, mejor el ayuno que la oración. (II Clem XVI:4)

No es la primera vez que el orador insiste en el valor de los actos. Confesémosle con los hechos y no sólo con los labios. De los actos y el arrepentimiento llegará la salvación.
Casi todos los escritos cristianos solían terminar sus escritos con alguna fórmula de alabanza que se conoce como doxología. Las más acertadas o apreciadas fueron adoptadas por las comunidades cristianas incorporándose a la liturgia. Es muy conocida la doxología que utilizan Pablo de Tarso y Clemente Romano en sus epístolas a los corintios: 

La gracia de nuestro señor Jesucristo esté con todos vosotros.

En la secunda clementis, la doxología final es elevada de nuevo al Padre de la verdad y termina con la fórmula tradicional.

...a Él la gloria, por los siglos de los siglos. Amén. (II Clem XX:5)

## Conclusión
La II Clemente plantea hoy los mismos interrogantes que hace un siglo cuando, al calor de las nuevas disciplinas científicas, se empezaron a aplicar las modernas metodologías de estudio. Nada han aportado desde entonces los yacimientos documentales de Nag Hammadi ni los de Qumran, más antiguos. Tampoco se esperan novedades significativas mientras el azar o la providencia no dispongan la aparición de nuevos códices entre las arenas del desierto o en la biblioteca milenaria de algún patriarca o monasterio.
De confirmarse en el futuro alguna de las atribuciones o ubicaciones que se barajan sobre la homilía, se abrirían nuevas perspectivas. Si finalmente, tal y como sugiere la tradición clementina, la ciudad de Corinto albergase a la comunidad de la homilía, las citas alejandrinas del Evangelio de los egipcios serían el elemento sorpresivo que movería a la elucubración. Habría que modificar los mapas de influencia de los documentos y reajustar sus dataciones. De ser, por el contrario, Alejandría la cuna primera del documento, habría que explicar dónde se generó la inopinada autoría de Clemente, inexplicable por demás. Podría ocurrir aún alguna sorpresa que descoloque el edificio investigador.